# Сигехерд (король Эссекса)
Сигехерд (англ. Sigeheard) — король Эссекса (694—709)
Сын Себби, Сигехерд стал править в Эссексе после смерти отца. Он правил северо-западной частью королевства, а его брат Свефред остальной частью. Их старший брат Свехард с 688 по 692 год правил в Кенте. Эссекс попал под влияние Уэссекса, но братья не дали присяги Ине Уэссексскому. В 709 году Сигехерд умер.